# 沃夫奇曉維奇
49°43′32″N 23°18′1″E / 49.72556°N 23.30028°E
沃夫奇晓維奇（烏克蘭語：Вовчищовичі），是烏克蘭的村庄，位於該國西部利沃夫州，由亞沃里夫區蘇多瓦維什尼亞市鎮負責管轄，處於錫科尼察河畔，始建於1436年，面積1.43平方公里，海拔高度245米。